# Roger de Berkerolles
Roger de Berkerolles también Roger de Berkerouls o  Roger de Berclos (Berkley, fl. 1091) fue un caballero anglonormando, señor de St Athan (Galés: Llandathan) y custodio del castillo de East Orchard. Fue uno de los doce caballeros de Glamorgan que acompañaron a Robert FitzHamon durante la conquista normanda de Gales. Era hijo de Guillermo de Berkerolles, de Bourguenolles (Avranchin), un caballero normando que llegó poco tiempo después de la conquista de Inglaterra. El señorío de Llandathan duró hasta el reinado de Enrique IV de Inglaterra, cuando Gwenllian de Berkerolles heredó las propiedades de su hermano Sir Lawrence de Berkerolles. Gwenllian se casó con Sir Edward Stradling, sheriff de Glamorgan, y a partir de entonces todo el patrimonio se sumó a las propiedades de la familia Stradling.